# Neuberger Berman
Neuberger Berman Group LLC er en amerikansk medarbejder-ejet formueforvaltningsvirksomhed med hovedkvarter i New York City. De har aktiver under forvaltning for 460 mia. USD (31. december 2021). Roy Neuberger grundlagde virksomheden i 1939.